# Броманс
Броманс (от англ. bro «братишка, дружище, чувак» + romance «отношения») — нежные несексуальные дружественные отношения между двумя или более мужчинами.
Это исключительно тесные гомосоциальные отношения, превосходящие уровень отношений обычной мужской дружбы и отличающиеся особенно высоким уровнем эмоциональной близости.
Появление данной концепции связывают с возрастающей открытостью общества и общей тенденцией к пересмотру гендерных и сексуальных ограничений.

## Этимология
Слово bromance происходит от английских слов bro (просторечная форма brother — брат) и romance (роман, романтические отношения). Термин был придуман в 1990-х годах редактором журнала о скейтбординге «Big Brother Magazine» Дэйвом Карни. Он использовал это слово в нескольких случаях, чтобы описать специфические отношения, складывающиеся между скейтбордистами, которые проводили вместе очень много времени.

## Характеристика
Современные обстоятельства броманса отличают его от других явлений гомосоциальной практики и исторической романтической дружбы. Классический трактат Аристотеля о дружбе, написанный около 300 года до н. э. часто принимается за прототип броманса: 

Те, кто желает добра своим друзьям и делает ради них всё, есть самые настоящие друзья, ибо каждый любит другого за то, что он есть, а не за случайные качества.
 Существует множество широко известных примеров ревностной мужской дружбы на протяжении большей части истории Запада, и такие отношения также являлись общими. В конце XIX века распространение фрейдизма и боязнь быть заподозренными в гомосексуальных отношениях привели к тому, что мужчины-гетеросексуалы старались избегать экспрессивных проявлений привязанности.
Исследователи в области дружбы и мужественности обнаружили, что последние поколения мужчин, выросших в семьях матерей-феминисток в 1970-х годах, более эмоционально открыты и выразительны. Кроме того, у них меньше опасений по поводу гомосексуальности, поэтому они чувствуют себя более комфортно, исследуя глубокие дружеские отношения с другими мужчинами. Исследования, проведённые американскими учёными, показывают, что тенденция отказа от «традиционных представлений о мужественности» наиболее распространена среди мужчин англо-саксонского происхождения и наименее — среди выходцев из Африки, а испанцы находятся между ними. Кроме того, учёные установили, что те, кто решительно поддерживает «традиционные представления о мужественности», наиболее склонны к алекситимии.
Ещё одним влияющим на броманс фактором считается то, что мужчины стали жениться в более позднем возрасте.
По данным переписи населения США за 2010 год, средний возраст впервые женатого мужчины составляет 28 лет, по сравнению с 23 в 1960 году. Учёные также установили, что мужчины с высшим образованием перед женитьбой ждут, когда им исполнится 30 лет.
Дружба между мужчинами часто основывается на совместной деятельности, включая компьютерные игры, игру на музыкальных инструментах, шопинг, беседы у костра, просмотр фильмов, рыбалку, различные спортивные мероприятия, строение заводов, азартные игры и распитие спиртных напитков. Эмоциональный обмен (являющийся обычным проявлением женской дружбы) также можно считать видом совместной деятельности.

## Известные примеры
Древнейшим примером броманса признаются отношения Давида (ставшего позже израильским царем) и Ионофана, сына царя Саула, описанные в Библии. После смерти друга Давид, сокрушаясь, признал, что та дружеская любовь была для него «выше любви женской» (2 книга Царств 1:26).
Ещё одним примером броманса называют дружбу Петра I и Александра Меншикова.
Голливудских актёров Бен Аффлек и Мэтт Дэймон часто описывают как «пионеров броманса в истории шоу-бизнеса». Среди российских знаменитостей — дружба Льва Лещенко и Владимира Винокура.
Близкую дружбу между экс-Президентом США Бараком Обамой и бывшим вице-президентом страны Джо Байденом, в особенности во время президентства Обамы, называли бромансом.

## Броманс и цензура
В некоторых странах с официально негативным отношением к гомосексуальным отношениям мужчин, авторы художественных произведений и их адаптаций вынуждены либо менять пол одного персонажа из пары, либо изменять любовные отношения на броманс. Примеры: китайские телесериалы «Неукротимый: Повелитель Чэньцин», «Усмиритель душ», «Далёкие странники».